# چای (شهر)
چای (به ترکی استانبولی: Çay) شهری است در کشور ترکیه که در استان افیون قره‌حصار واقع شده‌است. جمعیت این شهر بر اساس سرشماری سال ۲۰۰۸ میلادی ۱۴٬۳۵۳ نفر و بر اساس برآوردهای سال ۲۰۰۹ میلادی ۱۴٬۰۰۴ نفر می‌باشد.